# Triodia biflora
Triodia biflora är en gräsart som beskrevs av Michael Lazarides. Triodia biflora ingår i släktet Triodia och familjen gräs. Inga underarter finns listade i Catalogue of Life.